# Saut à la perche féminin aux championnats du monde d'athlétisme en salle 2016
Pour un article plus général, voir Championnats du monde d'athlétisme en salle 2016.
Navigation
2014 2018
Le concours de saut à la perche féminin des championnats du monde d'athlétisme en salle de 2016 se déroule le 17 mars 2016 à Portland (États-Unis).

## Faits marquants
Quatre femmes franchissent 4,80 m ou davantage pour la première fois en compétition. 
L'Américaine Jennifer Suhr, déjà médaillée d'argent lors de l'édition outdoor de 2013, 5e ex æquo en 2014, 4e ex æquo outdoor en 2015 puis détentrice du record du monde en salle avec 5,03 m réalisés en début d'année 2016, l'emporte cette fois avec 4,90 m, un nouveau record des championnats, obtenant ainsi son premier titre mondial.
Sa compatriote Sandi Morris, 4e ex æquo en 2015, prend la deuxième place grâce à un saut à 4,85 m, sans avoir pu rééditer ses 4,95 m de la semaine précédente lors des championnats des États-Unis en salle.
La Grecque Ekateríni Stefanídi complète le podium.
La Suissesse Nicole Büchler, qui réussit 4,80 m au premier essai tout comme Stefanídi, finit quatrième, ayant connu des échecs à la hauteur précédente.

## Médaillées
| Or            | Argent       | Bronze              |
| Jennifer Suhr | Sandi Morris | Ekateríni Stefanídi |

### Meilleures performances mondiales préalables en 2016
|    | Athlète                | Pays       | Marque | Lieu                       | Date                            |
| -- | ---------------------- | ---------- | ------ | -------------------------- | ------------------------------- |
| 1  | Jennifer Suhr          | États-Unis | 5,03 m | New York                   | 30 janvier 2016                 |
| 2  | Sandi Morris           | États-Unis | 4,95 m | Portland                   | 12 mars 2016                    |
| 3  | Ekateríni Krier        | Grèce      | 4,90 m | New York                   | 20 février 2016                 |
| 4  | Demi Payne             | États-Unis | 4,90 m | New York                   | 20 février 2016                 |
| 5  | Nikoléta Kiriakopoúlou | Grèce      | 4,81 m | Stockholm                  | 17 février 2016                 |
| 6  | Nicole Büchler         | Suisse     | 4,75 m | Bad Oeynhausen             | 4 mars 2016                     |
| 7  | Mary Saxer             | États-Unis | 4,71 m | Reno                       | 15 janvier 2016                 |
| 7  | Wilma Murto            | Finlande   | 4,71 m | Deux-Ponts                 | 31 janvier 2016                 |
| 7  | Fabiana Murer          | Brésil     | 4,71 m | Stockholm Clermont-Ferrand | 17 février 2016 20 février 2016 |
| 10 | Li Ling                | Chine      | 4,70 m | Doha                       | 19 février 2016                 |

## Résultats

### Finale
10 athlètes y participent.
| Rang               | Nom                    | Nationalité      | 4.35m | 4.50m | 4.60m | 4.70m | 4.75m | 4.80m | 4.85m | 4.90m | 4.95m | Résultat | Notes |
| ------------------ | ---------------------- | ---------------- | ----- | ----- | ----- | ----- | ----- | ----- | ----- | ----- | ----- | -------- | ----- |
| Médaille d'or      | Jennifer Suhr          | États-Unis       | —     | —     | o     | —     | o     | —     | o     | o     | R     | 4.90 m   | CR    |
| Médaille d'argent  | Sandi Morris           | États-Unis       | —     | o     | o     | o     | xo    | o     | o     | xx-   | x     | 4.85 m   |       |
| Médaille de bronze | Ekateríni Krier        | Grèce            | —     | o     | o     | o     | o     | o     | x-    | xx    |       | 4.80 m   |       |
| 4                  | Nicole Büchler         | Suisse           | —     | o     | xxo   | xxo   | xx-   | o     | x-    | xxx   |       | 4.80 m   | NR    |
| 5                  | Eliza McCartney        | Nouvelle-Zélande | —     | o     | —     | xo    | —     | xxx   |       |       |       | 4.70 m   | NR    |
| 6                  | Nikoléta Kiriakopoúlou | Grèce            | —     | o     | o     | xxx   |       |       |       |       |       | 4.60 m   |       |
| 6                  | Fabiana Murer          | Brésil           | —     | o     | o     | xxx   |       |       |       |       |       | 4.60 m   |       |
| 8                  | Romana Malácová        | Tchéquie         | xo    | o     | xxx   |       |       |       |       |       |       | 4.50 m   |       |
| -                  | Marta Onofre           | Portugal         | xxx   |       |       |       |       |       |       |       |       | NM       |       |
| -                  | Alana Boyd             | Australie        |       |       |       |       |       |       |       |       |       | DNS      |       |

### Légende
- m : mètres
- NM : not measured (non mesuré)[réf. souhaitée]

Records et Performances
- AR : Record continental (area record)
- CR : Record des championnats (championship record)
- MR : Record du meeting (meet record)
- NR : Record national (national record)
- OR : Record olympique (olympic record)
- PR : Record paralympique (paralympic record)
- PB : Record personnel (personal best)
- SB : Meilleure performance personnelle de la saison (season's best)
- WL : Meilleure performance mondiale de l'année (world leader)
- WJR : Record du monde junior (world junior record)
- WR : Record du monde (world record)

Circonstances et Conditions
- DNF : N'a pas terminé (did not finish)
- DNS : N'a pas pris le départ (did not start)
- DQ : Disqualification (disqualification)
- NM : Aucun essai valable enregistré (No Mark)
- Q : Qualifié « directement » au prochain tour (ou à la prochaine compétition), lors d'une compétition majeure, grâce au classement ou à la réalisation des minima (automatic qualifier)
- q : Qualifié au prochain tour (ou à la prochaine compétition), lors d'une compétition majeure, grâce au repêchage ou à la réalisation de l'une des meilleures performances parmi celles des « non qualifiés directement » (grâce au meilleur temps ou à la meilleure distance par exemple) (secondary qualifier)